# Мозжечковая атаксия
Мозжечко́вая атакси́я — данный вид атаксии связан с поражением мозжечковых систем. Принимая во внимание то, что червь мозжечка принимает участие в регуляции сокращения мышц туловища, а кора полушарий — дистальных отделов конечностей, различают две формы мозжечковой атаксии:
- ста́тико-локомото́рную атакси́ю — поражение червя мозжечка (расстраиваются в основном устойчивость и походка) и
- динами́ческую атакси́ю — преимущественное поражение полушарий мозжечка (нарушается функция выполнения различных произвольных движений конечностями[2]).

## Статико-локомоторная мозжечковая атаксия
Поражение мозжечка, прежде всего его червя (архи- и палеоцеребеллума), ведёт обычно к нарушению статики тела — способности поддержания стабильного положения его центра тяжести, обеспечивающего устойчивость. При расстройстве указанной функции возникает статическая атаксия (греч. ἀταξία — беспорядок). Больной становится неустойчивым, поэтому в положении стоя он стремится широко расставить ноги, сбалансировать руками. Особенно чётко статическая атаксия проявляется в позе Ромберга. Больному предлагается встать, плотно сдвинув ступни, слегка поднять голову и вытянуть вперёд руки. При наличии мозжечковых расстройств больной в этой позе оказывается неустойчивым, тело его раскачивается. Больной может упасть. В случае поражения червя мозжечка больной обычно раскачивается из стороны в сторону и чаще падает назад, при патологии полушария мозжечка его клонит преимущественно в сторону патологического очага. Если расстройство статики выражено умеренно, его легче выявить у больного в так называемой усложнённой или сенсибилизированной позе Ромберга. При этом больному предлагается поставить ступни на одну линию с тем, чтобы носок одной ступни упирался в пятку другой. Оценка устойчивости та же, что и в обычной позе Ромберга .
В норме, когда человек стоит, мышцы его ног напряжены (реакция опоры), при угрозе падения в сторону нога его на этой стороне перемещается в том же направлении, а другая нога отрывается от пола (реакция прыжка). При поражении мозжечка, главным образом его червя, у больного нарушаются реакции опоры и прыжка. Нарушение реакции опоры проявляется неустойчивостью больного в положении стоя, особенно если ноги его при этом близко сдвинуты. Нарушение реакции прыжка приводит к тому, что, если врач, встав позади больного и подстраховывая его, толкает больного в ту или иную сторону, то последний падает при небольшом толчке (симптом толкания).
Походка у больного с мозжечковой патологией весьма характерна и носит название «мозжечковой». Больной в связи с неустойчивостью тела идёт неуверенно, широко расставляя ноги, при этом его «бросает» из стороны в сторону, а при поражении полушария мозжечка отклоняется при ходьбе от заданного направления в сторону патологического очага. Особенно отчётлива неустойчивость при поворотах. Во время ходьбы туловище человека избыточно выпрямлено (симптом Тома). Походка больного с поражением мозжечка во многом напоминает походку пьяного человека.
Если статическая атаксия оказывается резко выраженной, то больные полностью теряют способность владеть своим телом и не могут не только ходить и стоять, но даже сидеть.

## Динамическая мозжечковая атаксия
Проявляется неловкостью движений конечностей, которая оказывается особенно выраженной при движениях, требующих точности. Для выявления динамической атаксии проводится ряд координационных проб.